# Salonin
Sin rimskog cara Galijena. Dok je njegov otac bio na drugoj strani carstva, rimske trupe u Rimu su proglasile Salonina (242 - 260) carem, ali je grad ubrzo osvojio Postum te je Salonin nakon što je bio vladarom samo mjesec dana, bio ubijen.